# 海洋気象学会
海洋気象学会（かいようきしょうがっかい、英名 The Marine Meteorological Society ）は、 海洋気象に関する研究の発展、知識の普及をはかることを目的に1921年（大正10年）に創設された学会。2016年3月に学会活動を終了。　
事務局を神戸市中央区脇浜海岸通1-4-3の神戸海洋気象台内（神戸防災合同庁舎）に置いていたが、海洋気象台の廃止に伴い、大阪市内に移転した。

## 事業
研究会・シンポジウム等の開催、機関紙・図書等の発行など　

## 機関紙
- 『海と空』
- 『海の気象』